# Würzburgi hazugságkövek

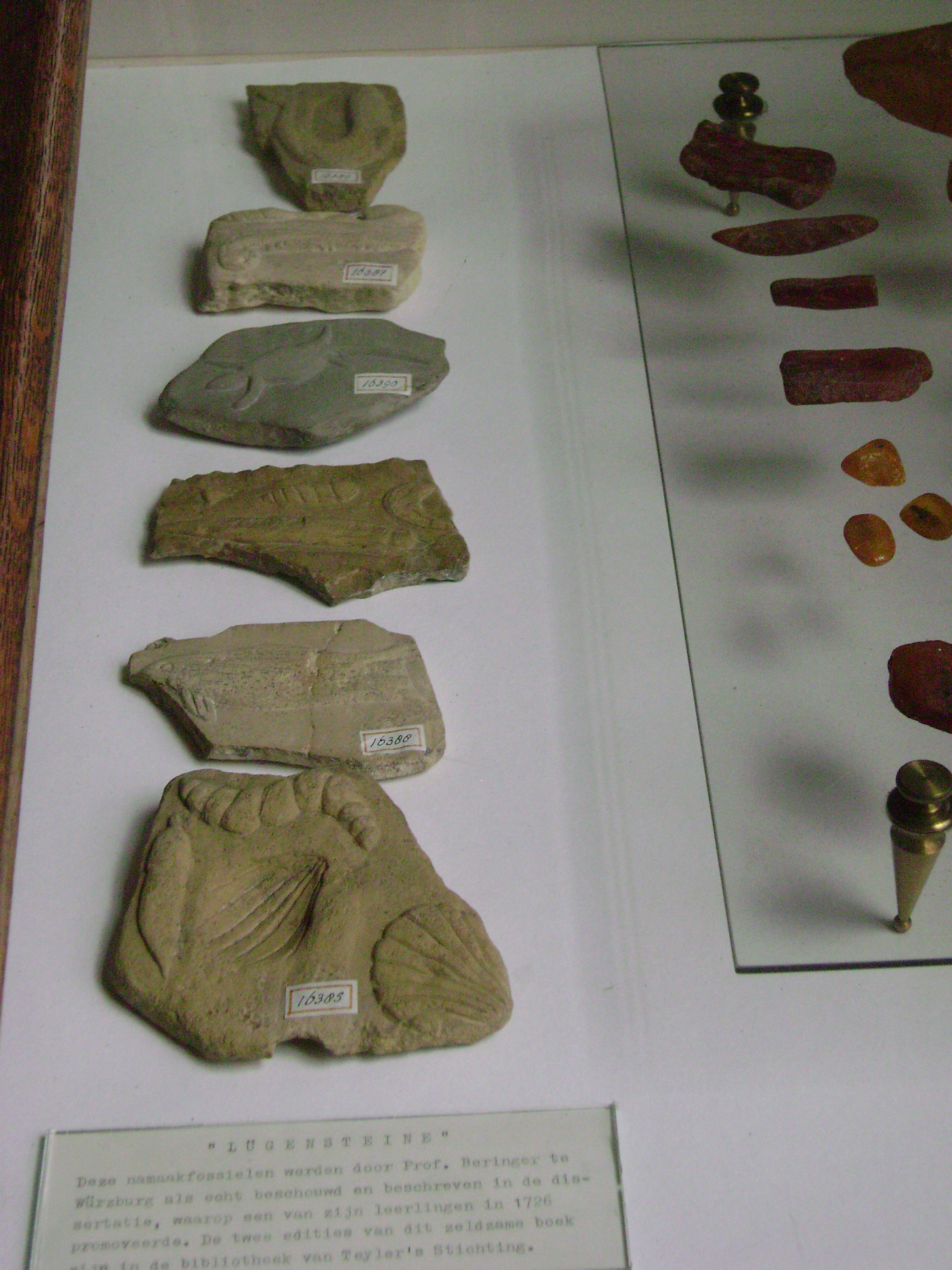
Würzburgi hazugságkövek a haarlemi Teylers Múzeumban

A würzburgi hazugságkövek (németül: Würzburger Lügensteine) 18. századi hamisított kövületek.
Történetük Johann Beringer professzor nevéhez fűződik, aki az 1700-as évek elején a würzburgi hercegérsek udvari orvosa és a természettudományi részleg vezetője volt. A professzor vitába keveredett két kollégájával, Jean Ignace Roderique-kel és Johann Georg von Eckharttal, ugyanis Beringer szerint a különböző ásatások során felbukkanó csontokban pusztán a természet játékát (lusus naturae) látta. Roderique és Eckhart ekkor mészkőből kifaragott figurákat helyezett el Beringer ásatásain. A professzort annyira lenyűgözték a talált „fosszíliák” (pókok, békák, rovarok, egyéb élőlények), hogy több tanulmányt is írt róluk. Beringer kezdetben nem gyanakodott, még akkor sem amikor a nap és a hold képe is előkerült, sőt az előkerülő katonai rendjelek, latin és zsidó betűk látványa sem ingatták meg hitét a „játékos természetben”. Csak amikor saját nevét olvasta egy kőlapon, akkor döbbent rá, hogy csúnyán felültették. Ekkor sikeresen beperelte a két cselszövőt, de már késő volt, mert időközben tanulmányai már megjelentek.

## Az eset
A 18. század elején Johann Beringer, a würzburgi egyetem professzora és a hercegérsek udvari orvosa, lelkes résztvevője volt a kövületek eredetéről szóló vitának. Korabeli feljegyzésekből ismert, hogy sokszor elvitte diákjait kövületeket keresni. Sokan arrogánsnak, véleményét dogmatikusnak tartották, sőt kollégái, Jean Ignace Roderique és Johann Georg von Eckhart megkérdőjelezték elfoglalt hivatalának jogosultságát is. A kövületekről szóló vitában Beringer azt az álláspontot képviselte, hogy ezek pusztán a természet játékának (lusus naturae) eredményei. Véleménye szerint „ezek a kövek Isten művészi alkotásai”. Roderick és Eckhart ekkor úgy döntöttek, hogy bosszút állnak rajta, megtréfálják.
A Beringer vezette ásatásokon mészkőből kifaragott álkövületeket helyeztek el, furcsa gyíkokat, szalamandrákat, párzó békákat, pókokat, madarakat, lepkéket. Beringer ezeket valósnak vélte. A tréfamesterek ezen felbátorodva további kövületeket helyeztek el zsidó, asszír, babiloni feliratokkal. Beringer, aki kitartott sziklaszilárd véleménye mellett, hogy ezek Isten furcsa játékai és úgy döntött, hogy könyvet ír róluk. A tréfamesterek ekkor pletykákat kezdtek el terjeszteni a kövületek hitelességét illetően, de Beringer arra hivatkozva, hogy csak könyvének kiadását akarják megakadályozni, nem adott hitelt ezen híreknek.
Beringer főműve, a Lithographiae Wirceburgensis 1726-ban jelent meg. Bár kritikusai, sőt ő maga is megjegyezte, hogy a nyomok a kövületeken feltűnően hasonlítanak egy szobrász vésőjéhez, mégsem merült fel benne a hamisítás gyanúja. Amikor azonban egy olyan kövületet talált, amelyen a saját neve szerepelt, tudatosult benne, hogy felültették, de ekkor már hat éve forgalomban volt könyve.

## A bírósági vizsgálat
Miután kiderült, hogy az általa talált kövületek valóban hamisítványok, beperelte két kollégáját, Roderique-t (algebra, matematikai analízis és földrajz professzor) és Eckhartot (a hercegérsek tanácsosa és az egyetem könyvtárosa). A vizsgálatokból kiderült, hogy Roderique és Eckhart a tizenhét éves Christian Zanger segítségét kérte: Roderique faragta a köveket, Zanger polírozta azokat. Zanger bírósági vallomása szerint Roderique eszelte ki a tréfát, mert szerinte „Beringer rendkívül arrogáns volt és mindenkit lenézett”. Ugyancsak Zanger vallomásából ismert, hogy Beringer őt, illetve két másik fiút, Niklaus és Valentin Hehnt (akik nem tudtak a tréfáról) kérte fel az ásatások elvégzésére. Egyes kövületeket az ásatásokon rejtettek el, míg másokat Zanger közvetlenül Beringernek adott át. Amikor Beringer bejelentette szándékát, hogy könyvet ír eredményeiről Roderique és Eckhart elkezdtek pletykákat terjeszteni a fosszíliák hitelességét illetően. Beringer ezt úgy értékelte, hogy „megpróbálják megfosztani óriási felfedezéseitől” és továbbra is állította, hogy az általa talált kövületek nem hamisítványok, mint „azt egyes személyek szégyentelenül állítják”.
Beringer azonban tudott róla, hogy egyes kövületek Roderique-től származnak. Ugyancsak Zanger vallomásából ismert, hogy Beringer akkor sem hitte el, hogy tréfa áldozata lett, amikor ez kiderült: lehetetlennek tartotta, hogy az összes általa megtalált kövület hamis. Amikor azonban tényleg fény derült a történtekre, Roderique és Eckhart megpróbálták a Hehn testvérekre terelni a vádat és óriási pénzösszeget ígértek Zangernek, ha a kihallgatások során a Hehn testvérekre tereli a gyanút. Zanger azonban nemet mondott és mindent bevallott a kihallgatáson, így a két illetékes professzort elbocsátották. Beringer megtartotta hivatalát és haláláig több könyvet is írt.

## A kövületek utóélete
Amikor mindenre fény derült és Beringer is elfogadta, hogy csúnya tréfa áldozata lett, minden erejét és vagyonát arra összpontosította, hogy kiadott könyvének példányait visszavásárolja. 1740-ben hunyt el. Kiadója, az ügy miatt kirobbant óriási érdeklődés miatt 1767-ben ismét kiadta művét, amely több ezer példányban kelt el.
A Beringer által begyűjtött közel kétezer „hazugságkőből” mára mindössze körülbelül hatszáz maradt fenn. Ezek a würzburgi egyetemi könyvtárban, a würzburgi Mainfränkischen Museumban, a bambergi természettudományi múzeumban, a haarlemi Teylers múzeumban és a müncheni paleontológiai múzeumban vannak kiállítva. A híres német költő, Eduard Mörike tulajdonában is voltak ilyen kövek, sőt Balthasar Neuman, a würzburgi érseki palota tervezője is birtokolt néhányat.